# Faber Music
Faber Music Ltd est une maison d'édition musicale, fondée en 1965 comme une filiale de l'éditeur britannique Faber & Faber, avec comme principal objectif de publier la musique de Benjamin Britten.
Progressivement, elle est devenue un des leaders des éditeurs indépendants, de musique classique, contemporaine, éducative et médiatique.